# Auburn Automobile

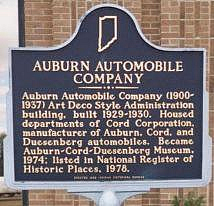
Историческая доска с логотипом Auburn

Auburn Automobile — американская автомобильная компания, существовавшая с 1900 по 1937 год.

## История
Auburn Automobile Company выделилась из состава фирмы Eckhart Carriage Company, специализировавшейся на производстве конных экипажей и основанной в 1875 году Чарльзом Экхартом (Charles Eckhart, 1841—1915) в Оберне, штат Индиана. Сыновья Экхарта, Фрэнк и Моррис, начали сборку экспериментальных автомобилей, поглотив в дальнейшем двоих местных автопроизводителей и построив крупный завод в 1909 году. Предприятие имело ограниченный успех до начала Первой мировой войны, когда из-за нехватки материалов завод пришлось закрыть.
В 1919 году братьях Экхарты продают фабрику группе чикагских инвесторов во главе с Ральфом Остином Бардом, который ранее являлся помощником (затем — заместителем) министра ВМС при Франклине Д. Рузвельте и Гарри Трумене. Новые владельцы сумели возродить предприятие, но не получили ожидаемую прибыль. В 1924 году они обратились к успешному автомобильному предпринимателю Эррету Лоббану Корду(1894—1974) с предложением инвестировать их бизнес. Корд предложил полный выкуп компании; это предложение было принято чикагцами. Корд провёл рекламную кампанию для непроданных ресурсов и завершил слияние в 1925 году.
В 1927 году компанией был куплен завод в Коннерсвилле, на котором ранее производились автомобили Lexington.
В годы «Великой депрессии» предприятия Корда, выпускавшие исключительно роскошные и дорогие автомобили, оказались нерентабельными, что привело к банкротству его автомобильной холдинговой компании. В 1937 году производство машин марки Auburn, вместе с Cord и Duesenberg было прекращено.

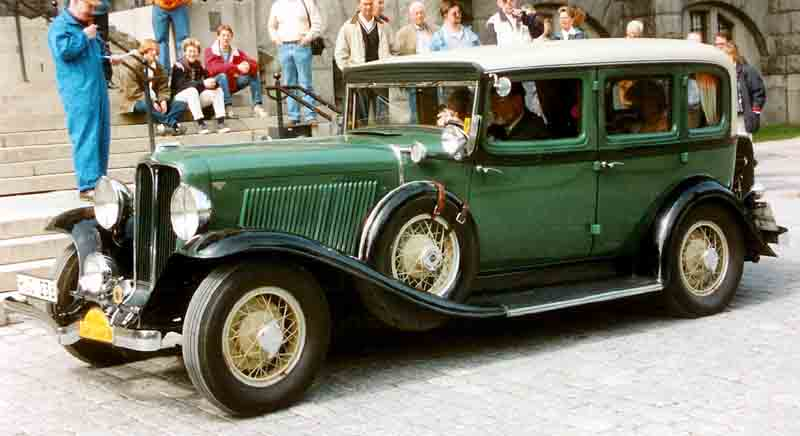
Auburn 8-100A Custom 4-дверный седан 1932 года
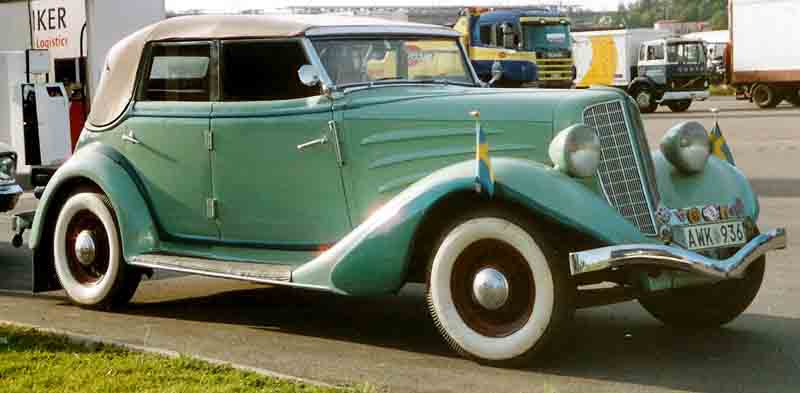
Auburn 652Y Custom Phaeton Sedan 1934 года
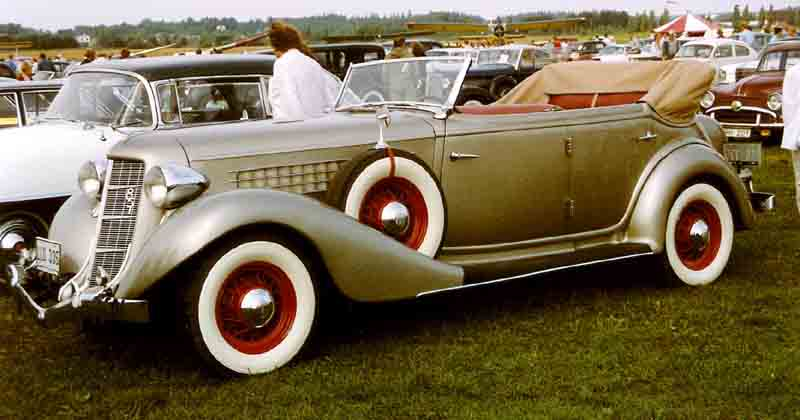
Auburn 851 Phaeton Sedan 1935 года
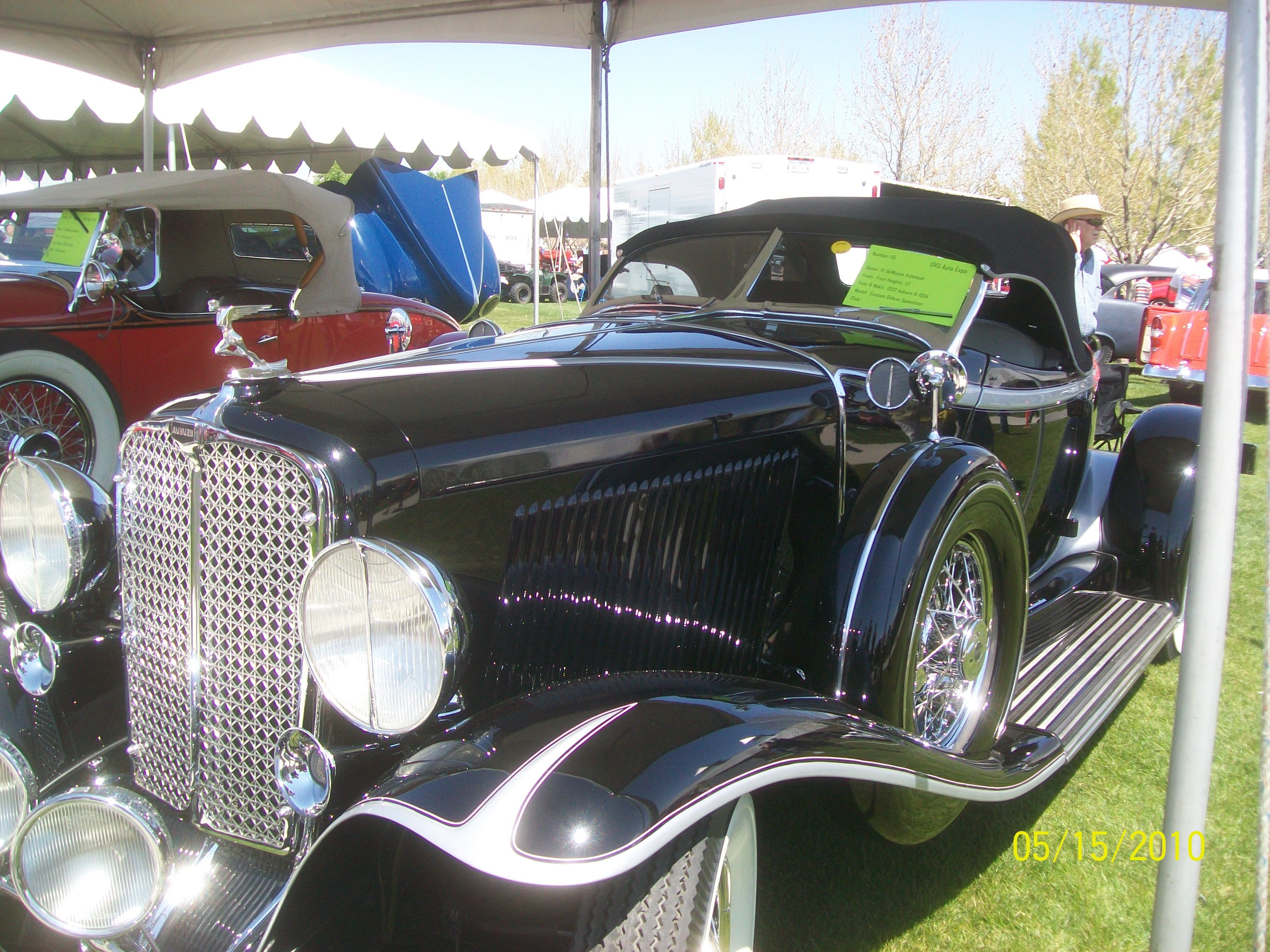
Auburn Speedster 1932 года

## Модели
В 1904 году Auburn выпускала автомобили стиля «touring car» стоимостью $1000, вмещавшие двух или четырёх человек. Они имели продольно расположенный одноцилиндровый мотор мощностью 10 л. с (7,5 кВт) с 2-ступенчатой коробкой передач. В автомобиле весом 1500 фунтов (650 кг) использовалась рама из металлического уголка и полуэллиптические рессоры.
В 1926 году Корд вместе с Duesenberg Corporation, известной своими гоночными машинами, использовал Auburn как площадку для создания линии роскошных автомобилей. Он дал своё имя переднеприводной машине, получившей в дальнейшем индекс L-29.
Под руководством Корда, автомобильные дизайнеры Алан Лими (англ. Alan Leamy, разработавший Speedster 1933 года) и Гордон Бёриг (ответственный за Speedster 851 1935 года и четырёхдверную модификацию) создали самые известные и популярные модели этой марки: Duesenberg Model J, Auburn Speedster 1935—1937 и автомобиль марки Cord, принадлежавшей компании Auburn: Cord 810/812. Auburn Boattail Speedster, пользовавшийся популярностью в Голливуде, оснащался рядным 8-цилиндровым 4,6 л двигателем с нагнетателем и мог развивать скорость до 100 миль/ч.
Начало «Великой депрессии» означало конец компании. Производство прекратилось в 1937 году. В штаб-квартире компании, построенной в стиле ар-деко, в настоящее время находится автомобильный музей Auburn Cord Duesenberg. В 2005 году он стал Национальным историческим памятником. Auburn Automobile Company также имела завод в Коннерсвилле, штат Индиана, ранее принадлежавший Lexington Motor Company.

## Галерея

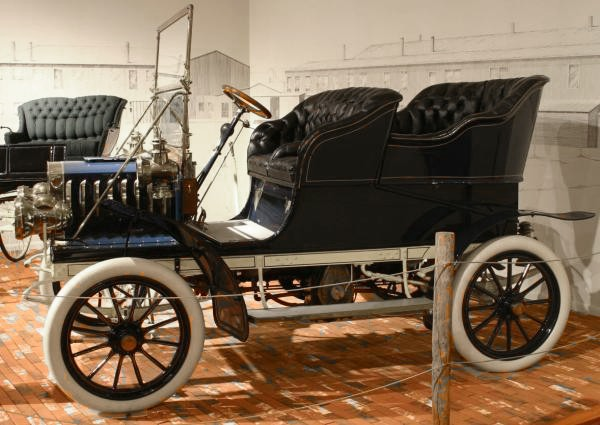
Auburn 1904 года — один из ранних автомобилей
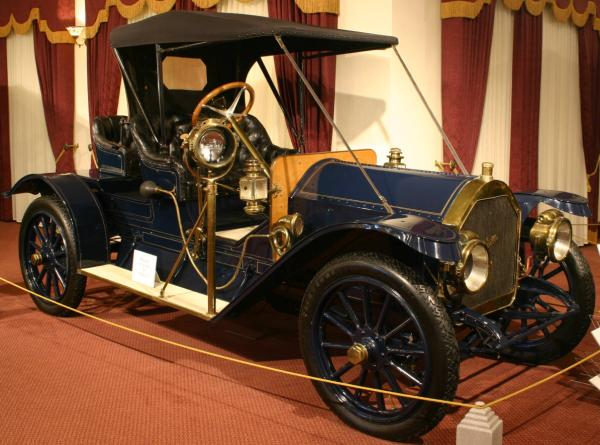
Auburn Model S Roadster 1910 года
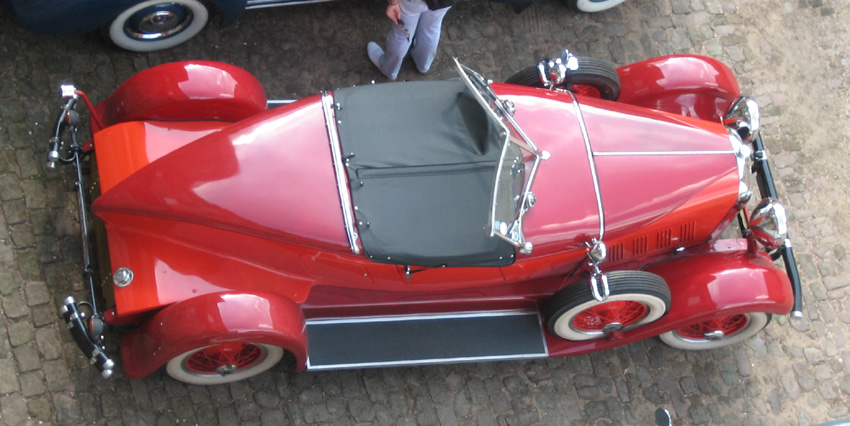
Auburn 8-90 Speedster 1929 года
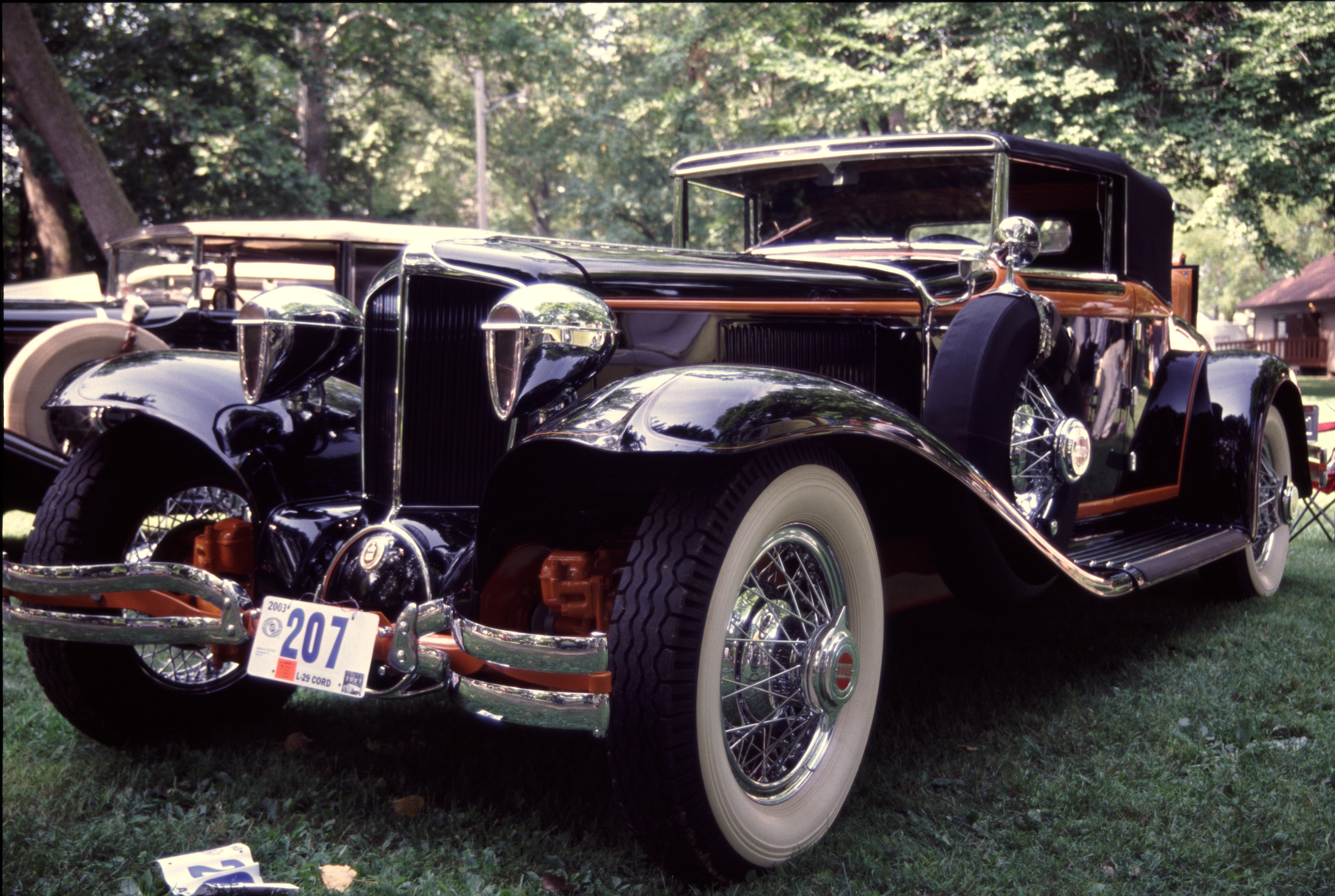
Cord 1929 года (также известен, как «L-29»)
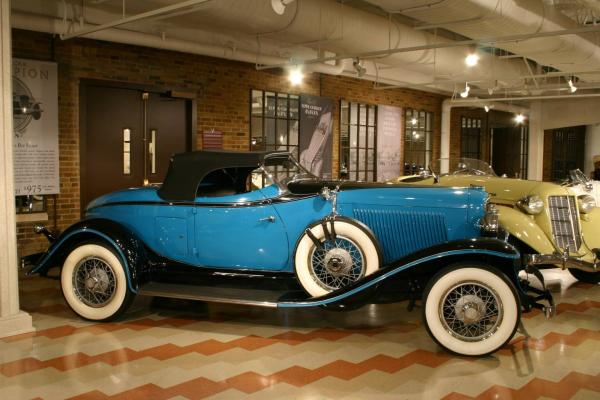
Auburn 8-100 Speedster 1932 года
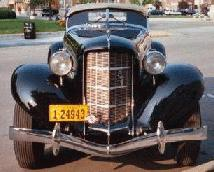
Auburn Speedster 1935 года
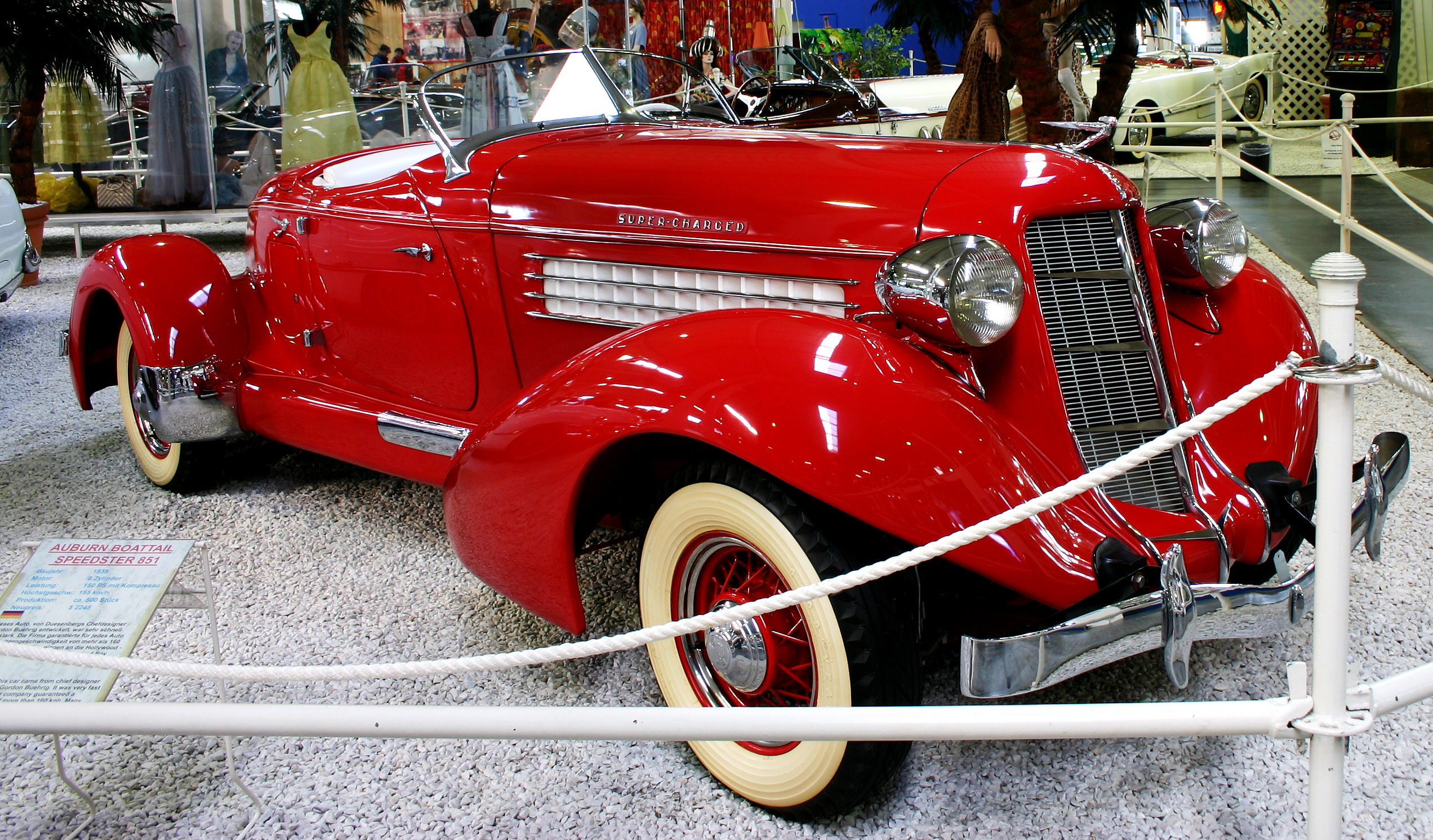
Auburn 851 «Boattail Speedster»
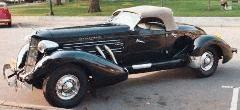
Auburn 851 «Boattail Speedster» 1935 года
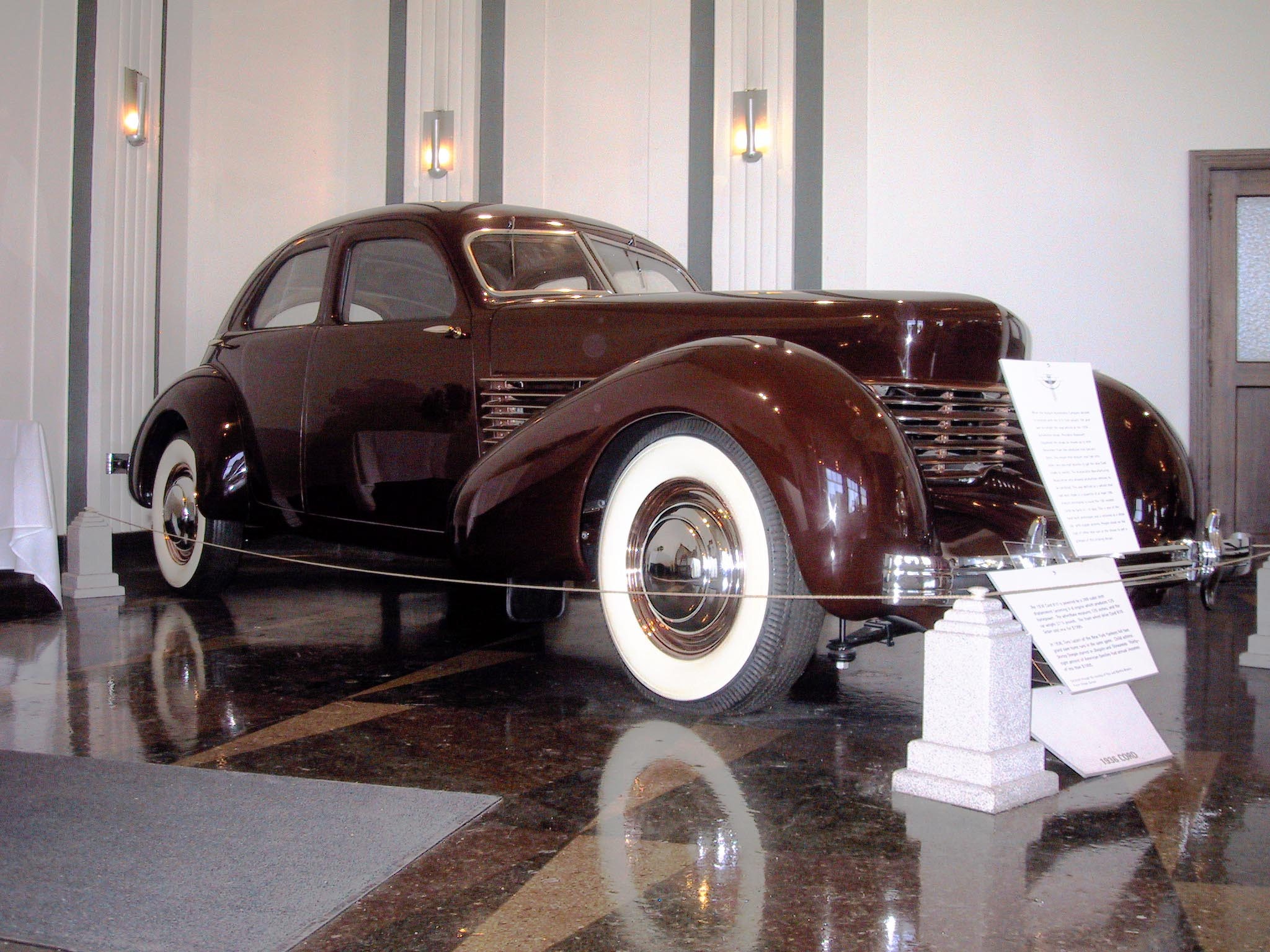
Cord 810 1936 года, в Оберне, Индиана
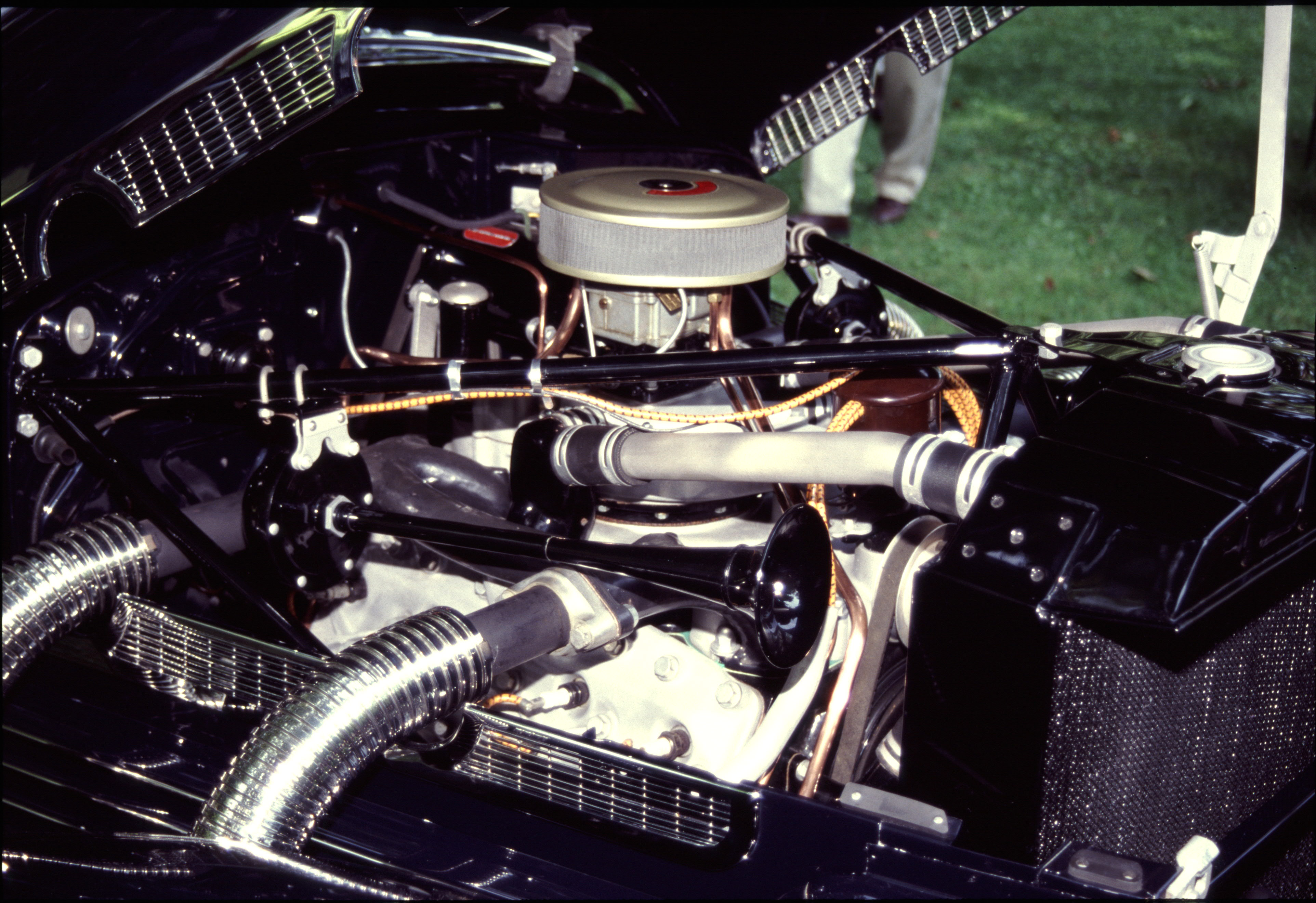
Двигатель Cord 812 1937 года
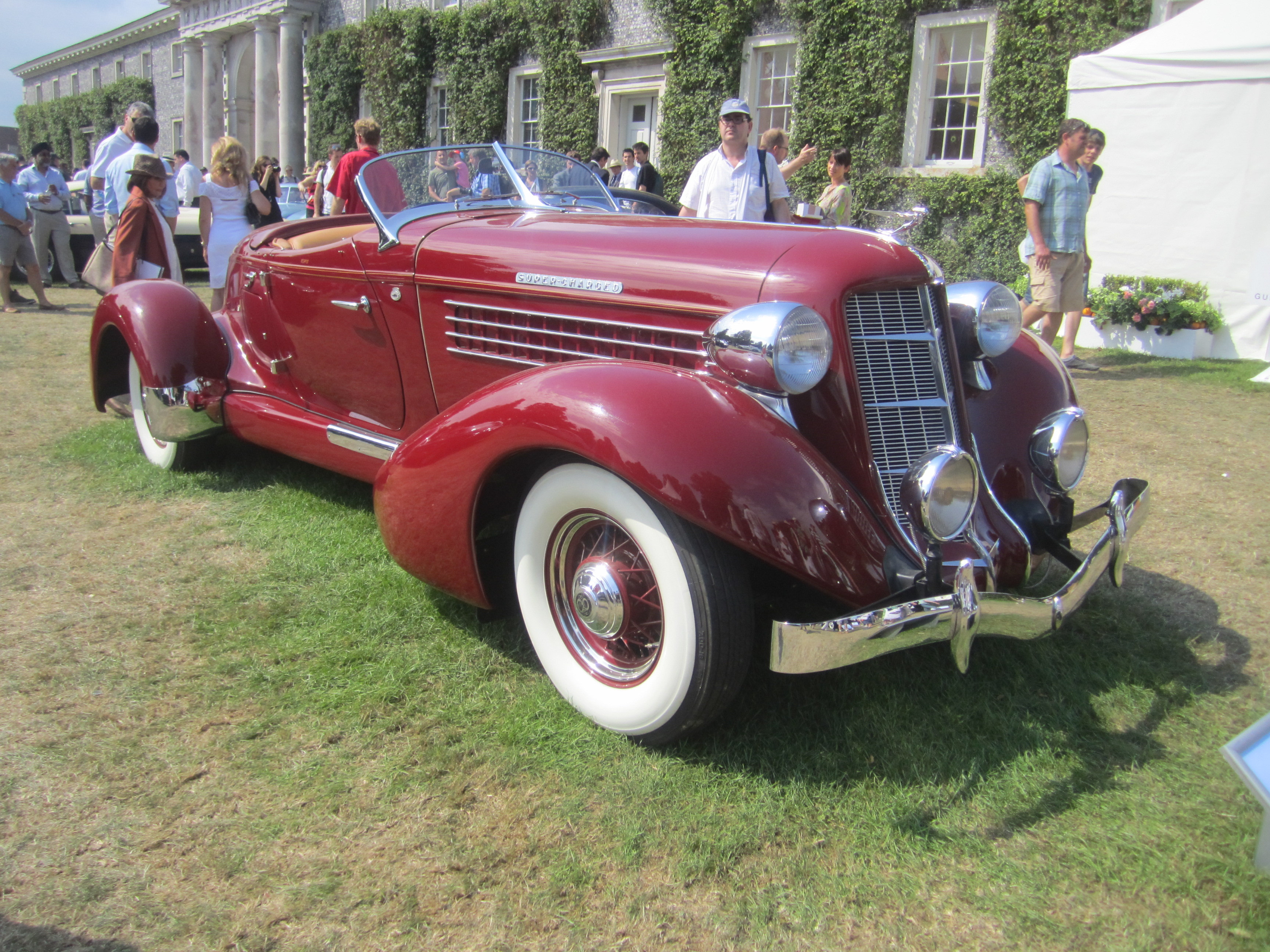
Auburn 851 Speedster

## Литература

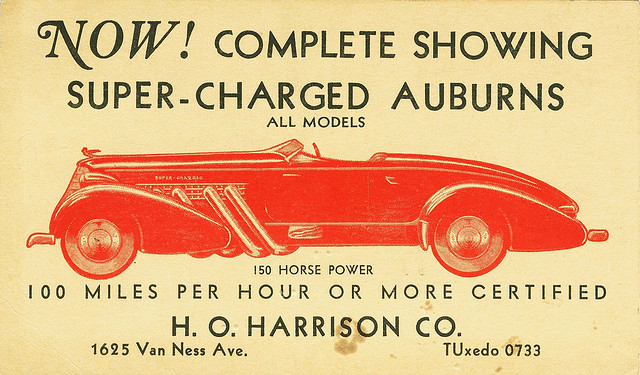
Реклама Auburn Speedster 1935 года